# Campionati del mondo di atletica leggera 1987 - 200 metri piani femminili
La gara dei 200 metri piani femminili dei Campionati del mondo di atletica leggera 1987 si è svolta tra il 1° e il 3 settembre.

## Podio
| Pos.    | Atleta            | Nazionalità  | Tempo |
| ------- | ----------------- | ------------ | ----- |
| Oro     | Silke Gladisch    | Germania Est | 21"74 |
| Argento | Florence Griffith | Stati Uniti  | 21"96 |
| Bronzo  | Merlene Ottey     | Giamaica     | 22"06 |

## Situazione pre-gara

### Record
Prima di questa competizione, il record del mondo (RM) e il record dei campionati (RC) erano i seguenti:
| Record                | Prestazione      | Atleta                       | Data                                                           | Competizione  |
| --------------------- | ---------------- | ---------------------------- | -------------------------------------------------------------- | ------------- |
| Record mondiale       | 21"71            | Marita Koch Germania Est     | 10 giugno 1979 Karl-Marx-Stadt, Repubblica Democratica Tedesca |               |
| Record mondiale       | 21"71            | Marita Koch Germania Est     | 21 luglio 1984 Potsdam, Repubblica Democratica Tedesca         |               |
| Record mondiale       | 21"71            | Heike Drechsler Germania Est | 29 giugno 1986 Jena, Repubblica Democratica Tedesca            |               |
| Record mondiale       | 21"71            | Heike Drechsler Germania Est | 29 agosto 1986 Stoccarda, Repubblica Democratica Tedesca       | Europei 1986  |
| Record dei campionati | 22"13 (+1.5 m/s) | Marita Koch Germania Est     | 14 agosto 1983 Helsinki, Finlandia                             | Mondiali 1983 |

### Campionesse in carica
Le campionesse in carica a livello olimpico e mondiale erano:
| Campione | Atleta                           | Prestazione | Data                                   | Competizione         |
| -------- | -------------------------------- | ----------- | -------------------------------------- | -------------------- |
| Olimpico | Valerie Brisco-Hooks Stati Uniti | 21”81       | 9 agosto 1984 Los Angeles, Stati Uniti | Giochi olimpici 1984 |
| Mondiale | Marita Koch Germania Est         | 22"13       | 14 agosto 1983 Helsinki, Finlandia     | Mondiali 1983        |

### La stagione
Prima di questa gara, le atlete con le migliori tre prestazioni dell'anno erano:
| Pos. | Atleta                      | Prestazione  | Data                                                   |
| ---- | --------------------------- | ------------ | ------------------------------------------------------ |
| 1    | Silke Gladisch Germania Est | 21"79 (+1,3) | 22 agosto 1987 Potsdam, Repubblica Democratica Tedesca |
| 2    | Anelia Nuneva Stati Uniti   | 22"01 (-0,5) | 16 agosto 1987 Sofia, Bulgaria                         |
| 3    | Pam Marshall Stati Uniti    | 22"06 (+1,6) | 19 agosto 1987 Zurigo, Svizzera                        |

## Risultati[3][4]

### Turni eliminatori
| 4 Quarti di finale | 1º settembre | 8 + 8 + 8 + 8 | Si qualificano le prime 3 (Q) + i 4 migliori tempi (q). |
| 2 Semifinali       | 3 settembre  | 8 + 8         | Si qualificano le prime 4 (Q).                          |
| Finale             | 3 settembre  | 8 concorrenti |                                                         |

### Quarti di finale
Martedì 1º settembre 1987
| Pos. | Atleta            | Nazione          | Tempo | Note |
| ---- | ----------------- | ---------------- | ----- | ---- |
| 1    | Silke Gladisch    | Germania Est     | 22"44 | Q    |
| 2    | Gwen Torrence     | Stati Uniti      | 22"61 | Q    |
| 3    | Angela Bailey     | Canada           | 22"94 | Q    |
| 4    | Falilat Ogunkoya  | Nigeria          | 23"12 | q    |
| 5    | Natalya German    | Unione Sovietica | 23"26 |      |
| 6    | Zoila Stewart     | Costa Rica       | 24"75 |      |
| 7    | Jabou Jawo        | Gambia           | 25"50 |      |
| 8    | Elizabeth Arteaga | Bolivia          | 26"11 |      |

- Vento (m/s) = -3,46

| Pos. | Atleta             | Nazione          | Tempo | Note |
| ---- | ------------------ | ---------------- | ----- | ---- |
| 1    | Nadezhda Georgieva | Bulgaria         | 22"77 | Q    |
| 2    | Pam Marshall       | Canada           | 22"84 | Q    |
| 3    | Vineta Ikaunitse   | Unione Sovietica | 22"98 | Q    |
| 4    | Ulrike Sarvari     | Germania Ovest   | 23"02 | q    |
| 5    | Heike Morgenstern  | Germania Est     | 23"04 | q    |
| 6    | Claudia Acerenza   | Uruguay          | 24"24 |      |
| 7    | Sheila Vyapoury    | Mauritius        | 25"32 |      |
| 8    | Hanaa Aly Ahmed    | Yemen            | 29"00 |      |

- Vento (m/s) = -0,62

| Pos. | Atleta                 | Nazione            | Tempo | Note |
| ---- | ---------------------- | ------------------ | ----- | ---- |
| 1    | Mary Onyali            | Nigeria            | 22"87 | Q    |
| 2    | Ewa Kasprzyk           | Polonia            | 22"98 | Q    |
| 3    | Pauline Davis          | Bahamas            | 23"08 | Q    |
| 4    | Marie-Christine Cazier | Francia            | 23"12 | q    |
| 5    | Silke Knoll            | Germania Ovest     | 23"40 |      |
| 6    | Aminata Diarra         | Mali               | 26"46 |      |
| 7    | Denise Ouabangui       | Rep. Centrafricana | 28"37 |      |
| 8    | Blanca Lacambra        | Spagna             | dns   |      |

- Vento (m/s) = -2,66

| Pos. | Atleta              | Nazione          | Tempo | Note |
| ---- | ------------------- | ---------------- | ----- | ---- |
| 1    | Florence Griffith   | Stati Uniti      | 22"56 | Q    |
| 2    | Maya Azarashvili    | Unione Sovietica | 22"94 | Q    |
| 3    | Merlene Ottey       | Giamaica         | 23"19 | Q    |
| 4    | Ingrid Verbruggen   | Belgio           | 23"77 |      |
| 5    | Amparo Caicedo      | Colombia         | 24"30 |      |
| 6    | Guilhermina da Cruz | Angola           | 25"74 |      |
| 7    | Angella Issajenko   | Canada           | dns   |      |

- Vento (m/s) = -0,66

### Semifinali
Giovedì 3 settembre 1987
| Pos. | Atleta             | Nazione          | Tempo | Note |
| ---- | ------------------ | ---------------- | ----- | ---- |
| 1    | Merlene Ottey      | Giamaica         | 22"43 | Q    |
| 2    | Silke Gladisch     | Germania Est     | 22"54 | Q    |
| 3    | Pam Marshall       | Stati Uniti      | 22"67 | Q    |
| 4    | Nadezhda Georgieva | Bulgaria         | 22"72 | Q    |
| 5    | Pauline Davis      | Bahamas          | 22"89 |      |
| 6    | Angela Bailey      | Canada           | 22"97 |      |
| 7    | Vineta Ikaunitse   | Unione Sovietica | 23"25 |      |
| 8    | Falilat Ogunkoya   | Nigeria          | 23"71 |      |

- Vento (m/s) = -1,09

| Pos. | Atleta                 | Nazione          | Tempo | Note |
| ---- | ---------------------- | ---------------- | ----- | ---- |
| 1    | Florence Griffith      | Stati Uniti      | 22"38 | Q    |
| 2    | Mary Onyali            | Nigeria          | 22"54 | Q    |
| 3    | Ewa Kasprzyk           | Polonia          | 22"60 | Q    |
| 4    | Gwen Torrence          | Stati Uniti      | 22"81 | Q    |
| 5    | Marie-Christine Cazier | Francia          | 22"89 |      |
| 6    | Maya Azarashvili       | Unione Sovietica | 22"91 |      |
| 7    | Ulrike Sarvari         | Germania Ovest   | 23"04 |      |
| 8    | Heike Morgenstern      | Germania Est     | 23"06 |      |

- Vento (m/s) = -1,98

### Finale
Giovedì 3 settembre 1987
| Pos.    | Corsia | Atleta             | Età | Nazione      | Tempo | Nota                  |
| ------- | ------ | ------------------ | --- | ------------ | ----- | --------------------- |
| Oro     | 3      | Silke Gladisch     | 23  | Germania Est | 21"74 | Record dei campionati |
| Argento | 5      | Florence Griffith  | 27  | Stati Uniti  | 21"96 |                       |
| Bronzo  | 4      | Merlene Ottey      | 27  | Giamaica     | 22"06 |                       |
| 4       | 1      | Pam Marshall       | 27  | Stati Uniti  | 22"18 |                       |
| 5       | 8      | Gwen Torrence      | 22  | Stati Uniti  | 22"40 |                       |
| 6       | 2      | Mary Onyali        | 19  | Nigeria      | 22"52 |                       |
| 7       | 7      | Ewa Kasprzyk       | 30  | Polonia      | 22"52 |                       |
| 8       | 6      | Nadezhda Georgieva | 26  | Bulgaria     | 22"55 |                       |

- Vento (m/s) = +1,16